# Дренак (Старо Нагоричано)
Дренак (мкд. Дренок) је насеље у Северној Македонији, у североисточном делу државе. Дренак припада општини Старо Нагоричане.

## Географија
Дренак је смештен у североисточном делу Северне Македоније. Од најближег града, Куманова, село је удаљено 25 km источно.
Село Дренак се налази у историјској области Славиште, на јужним висовима Германске планине, на близу 1.000 метара надморске висине.
Месна клима је планинска због знатне надморске висине.

## Становништво
Дренак је према последњем попису из 2002. године имао 54 становника.
Огромна већина становништва у насељу су етнички Македонци (100%).
Претежна вероисповест месног становништва је православље.